# Височани (округ Бановці-над-Бебравою)
Височани — село в окрузі Бановці-над-Бебравою Банськобистрицького краю Словаччини. Станом на грудень 2015 року в селі проживало 111 людей. Протікає річка Гидіна.

## Населення
| Рік:            | 1994. | 2004.    | 2014.   | 2024.   |
| --------------- | ----- | -------- | ------- | ------- |
| Кількість осіб: | 155   | 129      | 120     | 118     |
| Різниця:        |       | -16,77 % | -6,97 % | -1,66 % |

| Рік:            | 2023. | 2024.   |
| --------------- | ----- | ------- |
| Кількість осіб: | 116   | 118     |
| Різниця:        |       | +1,72 % |